# María Soledad Cisternas
María Soledad Cisternas Reyes (Santiago, 4 de noviembre de 1959) es una abogada y activista chilena. Cisternas es una persona ciega y se ha dedicado a ser una defensora de los derechos de las personas con discapacidad, llegando a ser enviada especial de la Organización de las Naciones Unidas (ONU) sobre Discapacidad y Accesibilidad. También fue presidenta del Comité de Derechos de las Personas con Discapacidad de la ONU.

## Biografía
Se licenció de Ciencias Jurídicas y Magíster en Ciencias Políticas en la Pontificia Universidad Católica de Chile. Durante su juventud, Cisternas fundó y fue presidenta de la Corporación Pro Ayuda al Débil Visual (COPRADEV).
Su especialidad como abogada es la defensa de los derechos humanos de las personas con discapacidad, a lo que se ha dedicado en el campo académico como profesional. Ha participado en el diseño y planificación de proyectos dirigidos en especial a estas personas, y ha incluido a su país, Chile, en el debate mundial sobre los derechos de las personas con discapacidad.
Fue la creadora del Programa Jurídico sobre Discapacidad de la Escuela de Derecho de la Universidad Diego Portales en 2000 y lo presidió hasta 2008.
En sus publicaciones sobre legislación, trata asuntos como la educación, transporte, género y salud. Sus investigaciones se han vinculado con organismos como la Organización Panamericana de la Salud (OPS), el Banco Interamericano de Desarrollo (BID) y el Ministerio de Educación de Chile, entre otros.
Entre 2002 y 2006 fue consejera ante el Fondo Nacional de Discapacidad, Fonadis, conocido actualmente como Servicio Nacional de la Discapacidad, Senadis. También forma parte del Grupo Asesor de la Red Latinoamericana de Organizaciones de Personas con Discapacidad y sus Familias y el grupo colaborador del Instituto Interamericano sobre Discapacidad y Desarrollo Inclusivo (IIDI).
En 2008, la escogieron como delegada por Chile para el Comité sobre los Derechos de las Personas con Discapacidad de la Organización de Naciones Unidas. En 2014 pasó a ser miembro del Instituto Nacional de Derechos Humanos de Chile.

## Historial electoral

### Elecciones de convencionales constituyentes de 2021
- Elecciones de convencionales constituyentes por el distrito 12 (La Florida, Puente Alto, Pirque, La Pintana y San José de Maipo), Región Metropolitana[6]

| Candidato                     | Pacto                       | Partido | Votos  | %     | Resultado                  |
| ----------------------------- | --------------------------- | ------- | ------ | ----- | -------------------------- |
| Benito Baranda Ferran         | Independientes No Neutrales | ILYV    | 46 969 | 12,66 | Convencional Constituyente |
| Beatriz Sánchez Muñoz         | Apruebo Dignidad            | ILYQ    | 28 159 | 7,59  | Convencional Constituyente |
| Alondra Carrillo Vidal        | Voces Constituyentes        | ILT     | 22 921 | 6,18  | Convencional Constituyente |
| Giovanna Grandón Caro         | La Lista del Pueblo         | ILYL    | 20 935 | 5,64  | Convencional Constituyente |
| Rafael Sotomayor Narbona      | La Lista del Pueblo         | ILYL    | 19 369 | 5,22  |                            |
| Macarena Venegas Tassara      | Vamos por Chile             | ILXP    | 17 314 | 4,67  |                            |
| María Luisa Cordero Velásquez | Vamos por Chile             | ILXP    | 15 009 | 4,05  |                            |
| Bastián Bodenhöfer Alexander  | Apruebo Dignidad            | ILYQ    | 15 978 | 4,31  |                            |
| Manuel José Ossandón Lira     | Vamos por Chile             | ILXP    | 13 778 | 3,72  | Convencional Constituyente |
| María Soledad Cisternas Reyes | Independientes No Neutrales | ILYV    | 12 642 | 3,43  |                            |
| Bárbara Figueroa Sandoval     | Apruebo Dignidad            | PCCh    | 9 986  | 2,71  |                            |
| Juan José Martin Bravo        | Independientes No Neutrales | ILYV    | 2 713  | 0,73  | Convencional Constituyente |

## Reconocimientos
- 1999. Premio internacional “Estrella de la Esperanza Latinoamericana” de Colombia.
- 2008. Premio internacional "Por la Igualdad y la no discriminación" de México.
- 2008. Premio “Distinción de la Cámara de Diputados” de Chile.
- 2008. Premio “Reconocimiento de la Asociación Nacional de Educadores Diferenciales” de Chile.
- 2009. Premio “Elena Caffarena en el Día Internacional de la Mujer” de Chile.
- 2009. Premio “Distinción del Senado” de Chile.[1]
- 2014. Premio Nacional de los Derechos Humanos de Chile.[2]

## Publicaciones
- Propuestas de Modificaciones Legales en Materia de Discapacidad. elaborada por encargo de la Comisión Académica del Proyecto sobre Modificaciones a los Códigos Civil y de Comercio de la Fundación Fueyo Laneri para ser presentado al Ministerio de Justicia. Facultad de Derecho- Universidad Diego Portales. 2003.
- ¿Crisis de la Democracia?: El rol del derecho en la profundización democrática. En Estado de Crisis o Crisis del Estado. Colombia: Universidad del Rosario. 2003.
- Bioética y sus implicancias en la rehabilitación de personas con discapacidad. Organización Panamericana de la Salud- OPS/OMS. 2003.
- "Corte Suprema: Isapres, Derechos Fundamentales y Seguridad Jurídica”. La Semana Jurídica. 2003.
- "¿La Justicia es Ciega?" El Mercurio. 2003.
- "La diversidad y la discriminación: Más allá de la letra de la ley". Revista Prohumana: Responsabilidad Social en Chile, Fundación Prehumana. 2003.
- “Análisis de Medidas del Plan de Transporte Urbano de Santiago para favorecer a las Personas con Discapacidad”. Contribución a la Implementación de Políticas Públicas en materia de Transporte. Ministerio de Transporte y Telecomunicaciones de Chile. 2004.
- “Ordenamiento Jurídico Nacional e Internacional y Política Pública en materia de Discapacidad”. En el documento Memoria Anual del Club de Leones, X región. 2004.
- “Convención Sobre Los Derechos De Las Personas Con Discapacidad”. Revista del Colegio de Abogados. 2004.
- “Los Jueces en el Conocimiento Temático de la Discapacidad: Una Profundización en el Estado Democrático de Derecho”. Atrévete, FONADIS. 2004.[1]